# 杨浦大桥
杨浦大桥，位于中国上海市杨浦区与浦东新区之间的黄浦江上，是上海市内环线的重要组成部分，于1993年10月23日建成通车。主桥为双塔三孔结合梁斜拉桥，分跨为243 + 602 + 243米，其跨度曾经在世界斜拉桥中排行第一，直到1995年被诺曼底大桥超过。该桥是黄浦江上的第三座大桥，也是目前黄浦江自上而下的第一座大桥。
和上海其他穿越黄浦江的大桥和隧道一样，杨浦大桥在设计之初就定位为内环高架城市快车道，修建杨浦大桥时并没有修人行道以及非机动车道。大桥全天只准机动车辆通行，自行车以及行人禁止上桥，所以对于自行车骑行者和行人来说只能搭乘渡轮过江。